# Círculo de Brujas
El Círculo de Brujas (en neerlandés: Cercle Brugge KSV, y oficialmente, Cercle Brugge Koninklijke Sportvereniging), llamado simplemente Cercle en neerlandés, es un club de fútbol belga de la ciudad de Brujas en Flandes Occidental, que juega en la Primera División de Bélgica. El club es uno de los históricos del fútbol belga, tanto por tradición como por su historia, siendo fundado un 9 de abril de 1899, y habiendo ganado tres títulos de liga. Disputa sus partidos como local en estadio Jan Breydel, feudo que comparte con sus encarnizados rivales del Club Brujas. 
El Círculo ganó su primer título nacional en 1911, siendo el primer club flamenco en lograrlo, y ganó otros dos más antes de la Segunda Guerra Mundial, en 1927 y 1930. También ganó la Copa de Bélgica en 1927 y en 1985 y ha representado a Bélgica en Europa en algunas ocasiones. 
Desde 2017, es propiedad del club francés A. S. Monaco.

## Historia

### Primeros años (1899–1919)
El Círculo de Brujas fue fundado el 9 de abril de 1899 como Cercle Sportif Brugeois por antiguos alumnos del Instituto San Francisco Javier, conocido coloquialmente como De Frères (‘los frailes’) en la ciudad de Brujas. Originalmente, la organización se centró en cinco deportes: fútbol, críquet, tenis sobre césped, carrera y ciclismo.
El Círculo se convirtió en miembro de la Real Asociación Belga de Fútbol en 1900 y recibió la décima segunda matrícula. El mismo año, el club se mudó de su campo de fútbol en San Miguel, propiedad del Instituto San Francisco Javier, a un campo en San Andrés, que ofrecía mejores instalaciones y estaba más cerca de la estación principal de trenes de Brujas en la plaza 't Zand. El Círculo logró su primer éxito en la Copa Henri Fraeys de 1902, derrotando al Olympique Iris Club Lillois (el predecesor de Lille O. S. C.) y al U. S. Tourcoing. Después de ganar otras pocas copas amistosas, Cercle logró su primer gran éxito, ganando el título nacional en la temporada 1910–11. Cercle terminó un punto por delante de sus principales rivales, el Club Brujas, después de que su enfrentamiento en la última jornada de la temporada terminara en un 1 a 1. 
Tres años después el fútbol belga fue devastado por la Primera Guerra Mundial: el Círculo perdió a dos jugadores del primer equipo, Louis Baes y Joseph Evrard, y su estadio e instalaciones sufrieron graves daños. El exjugador Alphonse Six también perdió la vida.

### Reconstrucción (1919–1924)
El Círculo de Brujas vuelve a las competiciones en 1919 con una plantilla totalmente renovada. Louis Saeys era el único jugador que seguía del período preguerra. Se generaron pocas expectativas, pero sorpresivamente se terminó en tercera posición. En 1921 se erigió un monumento en recuerdo a los jugadores y socios que habían muerto en la Primera Guerra Mundial, la ceremonia fue marcada por la tragedia cuando un aeroplano que iba a participar en el homenaje se estrelló, muriendo dos pasajeros. El monumento continúa situado en la entrada al estadio Jan Breydel.
En 1923 se mudó a un nuevo estadio a 100 m del antiguo. Este estadio, posteriormente llamado «estadio Edgard De Smedt», fue la casa del Círculo durante más de cincuenta años.

### Época dorada (1924–1930)
El club cambia en 1924 su nombre de Cercle Sportif Brugeois a Royal Cercle Sportif Brugeois por su vigésimo quinto aniversario. El Círculo experimentó su época dorada llevaba a cabo principalmente por dos jugadores clave; el internacional Florimond Vanhalme y el entrenador-jugador Louis Saeys. El Círculo lideraba la tabla a mitad de la temporada 1925–26, pero las múltiples lesiones hicieron que terminara en quinta posición. Muchos jugadores importantes marcharon tras esta campaña, bajando las expectativas pero en la penúltima jornada lograron el campeonato tras una emocionante victoria de 5 a 6 sobre el Daring Club Bruxelles. El título de liga fue ensombrecido por dos fallecimientos que se habían producido unos meses antes: Albert van Coile falleció tras las heridas que sufrió en un partido contra U. S. Tourcoing, y el antiguo presidente René de Peellaert, que murió de una neumonía que contrajo en el funeral de Van Coile.
Cercle tuvo un comienzo dubitativo en la temporada 1929–30, llegando al parón de invierno en sexto lugar a siete puntos del líder Amberes. Sin embargo al llegar a la última jornada liguera estaban a un solo punto; Círculo ganó en casa 4 a 1 a Lierse S. K.. El equipo esperó el pitido final del partido del Amberes contra Standard de Lieja, al final la noticia de que Amberes había perdido 3 a 5 llegó al capitán Florimond Vanhalme significando que Círculo había logrado su tercer título de liga. Gracias a este logro el club fue invitado a participar en la Copa de las Naciones, antecedente de la Copa de Europa.

### Decadencia (1930–1938)
No se pudo mantener los buenos resultados a la siguiente campaña, acabando en el séptimo lugar en 1931. Las nuevas aspiraciones al título desaparecieron por completo ya que se continuó terminando en mitad de tabla durante las siguientes temporadas. Los jugadores experimentados que ayudaron a lograr el título se retiraron o abandonaron el equipo, y los jóvenes que los reemplazaron no pudieron igualar su talento. La espiral descendente llegó a su punto más bajo con el descenso a Segunda División en 1936. Se aprovechó la circunstancia para hacer cambios radicales, nombrando un nuevo entrenador y junta directiva. Los cambios resultaron exitosos y se ascendió después de solo dos años.

### Segunda Guerra Mundial en Bélgica (1939–1945)
La Segunda Guerra Mundial hizo imposible una competición de fútbol regular en 1939. Por lo tanto, se participó en campeonatos regionales, en los que cada equipo se enfrentó a otro varias veces. El Círculo, sin embargo, tenía comparativamente poca competencia en su natal Flandes Occidental y perdió contacto con los altos estándares mantenidos en los campeonatos regionales más fuertes de Amberes y Bruselas.
La liga se reanudó en 1941, Círculo terminó la temporada en penúltimo lugar. En circunstancias normales esto habría significado el descenso, pero la Real Asociación Belga de Fútbol dictaminó que las circunstancias de la guerra, que limitaron las oportunidades de entrenamiento y el desarrollo de los jóvenes, significaban que ningún equipo debía descender.
Círculo fue obligado a jugar un partido a puerta cerrada durante la temporada de 1943 , tras los incidentes durante un partido contra Anderlecht. Los aficionados, furiosos con las decisiones del árbitro De Braeckel de anular dos goles por razones poco claras y de otorgarle a Anderlecht un gol que parecía fuera de juego, persiguieron a éste fuera del estadio. Dos aficionados del Círculo propusieron a la directiva llevar al árbitro a la estación de tren de Brujas; la directiva aceptó, pero la afición en cambio llevó al árbitro hacia Zedelgem, donde lo abandonaron en medio de la nada.

### Segunda decadencia y vuelta a la élite (1945–1961)
En 1945 no se pudo evitar el descenso y a pesar de ser favorito para ascender la temporada siguiente, luchó por no bajar a Tercera, terminando su primera temporada en séptimo lugar. Las siguientes cuatro temporadas trajeron posiciones más mediocres, hasta que en 1951 la asociación belga reveló planes para crear una nueva segunda división. Los clubes en el segundo nivel actual debían terminar entre los ocho primeros para permanecer en el segundo nivel; Círculo terminó en el décimo quinto puesto esa temporada, dejándolo aún más lejos de la máxima categoría.
Se permaneció en este tercer nivel hasta 1956, cuando ganó su liga. Pasaron la próxima temporada una vez más luchando por la permanencia, esta vez con más éxito, aunque su segunda temporada de regreso en el segundo nivel fue menos buena. El club aseguró solo nueve puntos en la primera mitad de la temporada, evitando el descenso solo con una victoria bajo el mando del entrenador Louis Versyp en la última jornada. Unas semanas más tarde, Versyp fue reemplazado por el francés Edmond Delfour. Este reemplazo inauguró una nueva era más exitosa que, bajo el mando de Delfour, perdió el ascenso por poco en 1960 y finalmente regresó a la máxima categoría en 1961.

### Corta resurrección (1961–1965)
El Círculo había tardado quince años en volver a la máxima división, y sólo permaneció cinco temporadas. Se libraron del descenso en su primera temporada de regreso al máximo nivel, gracias solo a una propuesta exitosa de Antwerp que cambió la forma en que se ordenaban los equipos con puntos iguales en la liga. Hasta esta temporada, donde dos equipos tenían la misma cantidad de puntos, el que tenía menos derrotas ocupaba un lugar más alto; bajo el esquema de Amberes, el equipo con el mayor número de victorias se ubicó más arriba. Gracias a la regla modificada, el Círculo terminó por delante de Thor Waterschei, quien se habría colocado por encima de ellos bajo la regla anterior. Irónicamente, Amberes se convirtió en víctima de su propia propuesta: Standard obtuvo el segundo lugar, con Antwerp igualando puntos pero con menos victorias (pero también menos derrotas).

### Los años estériles y el plan quinquenal (1965-1971)
Este período de cinco años en Primera División vio al club disfrutar de poco éxito, y en 1965-1966 terminaron últimos detrás de Berchem Sport. Peor aún, el jugador Bogaerts del Lierse S. K. acusó al equipo de corrupción, afirmando que el vicepresidente del Círculo, Paul Lantsoght, había cometido sobornos. La asociación belga de fútbol sentenció al Círculo al descenso de la Segunda División a la Tercera. Lantsoght inició una demanda contra la asociación, que ganó en junio de 1967, pero el daño ya estaba hecho: el Círculo permaneció en la Tercera División, perdió a muchos de sus jugadores y no pudo lograr el ascenso de inmediato.
En 1967 se nombró a Urbain Braems como entrenador. Éste diseñó un plan ambicioso para devolver al equipo a la primera división dentro de cinco años. Durante la primera temporada de Braem, el club compitió con el Eendracht Aalst por el ascenso: se enfrentaron dos partidos antes del final de la temporada, empatados a 41 puntos, pero Aalst con el mayor número de victorias en su haber. Círculo tenía que ganar el partido para tomar la delantera y lo perdió 0 a 1: pero el entrenador del equipo juvenil de Círculo, André Penninck, se dio cuenta de que el delegado del equipo de Aalst había cometido un error, cambiando los nombres de los suplentes, lo que significaba que, según el papel del partido, Aalst había terminado el partido jugando ilegalmente con dos porteros. Círculo presentó una denuncia ante la asociación de fútbol, que confirmó la victoria por 0 a 1 del Aalst y también desestimó una primera apelación. Círculo luego hizo su segunda y última posible apelación, y en este caso ordenó a la asociación de fútbol que aplicara las reglas. El 21 de junio de 1968, Círculo recibió la noticia de que la decisión había sido revocada y serían ascendidos a Segunda. En julio del mismo año, Royal Cercle Sportif Brugeois cambió su nombre a Cercle Brugge K. S. V.
Círculo pudo jugar inmediatamente un papel en la lucha por el título de Segunda, gracias a una exitosa política de traspasos. Después de veinte partidos lideró la liga, solo para terminar en cuarto la temporada, a cuatro puntos del campeón A. S. Oostende. La siguiente temporada volvió a terminar cuatro puntos por detrás de los campeones, K. F. C. Diest. Pero en 1971, un año antes de que finalizara el plan quinquenal, Círculo logró su objetivo: consiguió el ascenso y volvió a estar en lo más alto.

### Estableciéndose en Primera (1971-1996)
Se intentó de inmediato evitar la lucha por el descenso fortaleciendo su plantilla, fichando a Fernand Goyvaerts y Benny Nielsen. Los primeros resultados los vieron ganar puntos como RSC Anderlecht y Club Brujas, respectivamente campeón y subcampeón esa temporada, y terminó la temporada en quinto lugar, el primero de una sucesión de finales tranquilos en mitad de tabla. En 1975 el club se despidió del estadio Edgard De Smedt para trasladarse al estadio Olympia, que luego pasó a llamarse estadio Jan Breydel durante la Eurocopa 2000.
Entre 1967 y 1977, el club solo había tenido dos entrenadores, Urbain Braems y Han Grijzenhout, pero Grijzenhout se fue después de una lucrativa oferta del SC Lokeren. Se nombró a Lakis Petropoulos como nuevo entrenador, pero el nombramiento resultó incómodo: las dificultades de idioma entre el entrenador griego y sus jugadores se vieron agravadas por las lesiones de los jugadores, y el club descendió inesperadamente. Han Grijzenhout volvió a ser nombrado entrenador para que Círculo retornara a Primera lo antes posible. Después de solo una temporada, Círculo se convirtió en campeón, terminando un punto sobre el SK Tongeren.
Una vez más se disfrutó de un período cómodo en la máxima categoría, culminando con una victoria en la Copa de Bélgica de 1985. En la final, el Círculo se enfrentó al SK Beveren; el marcador era 1 a 1 después de los noventa minutos, y en la prórroga no hubo más goles, por lo que el partido se fue a penaltis. El jugador del Beveren Paul Lambrichts lanzó el último penalti de la serie contra el larguero y Círculo ganó. Por primera vez desde 1930 Círculo se clasificó para un torneo europeo oficial. Se emparejaron con el Dynamo Dresden, ganando el partido de casa 3 a 2, pero en Dresda se perdió 2 a 1, perdiendo la eliminatoria por la regla de los goles a domicilio.
Círculo volvió a llegar a la final de la copa de Bélgica en 1986, esta vez enfrentándose a los rivales de la ciudad, el Club Brujas. Perdió 0 a 3, con dos penales cuestionables anotados por Jean-Pierre Papin. El siguiente punto culminante llegó con la contratación del delantero yugoslavo Josip Weber en 1988: a pesar de un comienzo difícil en Bélgica, Weber demostró ser el mejor goleador desde la posguerra del Círculo, ubicándose como el máximo goleador del equipo desde 1989 hasta 1994 (cuando se fue al Anderlecht). Weber también fue máximo goleador nacional desde 1992 hasta 1994. Otro jugador destacado, el récord internacional rumano Dorinel Munteanu, fichó por el equipo en la década de los noventa.
En 1996 se llegó una vez más a la final de la copa nacional enfrentándose nuevamente al Club Brugge, perdiendo de nuevo por 1 a 2. No obstante, el doblete del Brujas significó que el club se clasificara para la Copa de la UEFA, en la que se emparejó con el equipo noruego SK Brann. Cercle ganó el partido en casa 3 a 2, pero perdió 4 a 0 en Bergen. Luego perdió algunos jugadores importantes a quienes no pudieron reemplazar adecuadamente, y descendieron junto con KV Mechelen en 1997.

### Segunda división (1997–2003)
Se apuntó a un regreso inmediato, pero se vio frustrado desde el principio. Terminaron su primera temporada en el décimo lugar y obtuvieron solo un aumento de un lugar en la posición de la liga durante cada una de las siguientes cuatro temporadas. En 2002-03 la junta eligió un nuevo presidente, el exdirector de Standaard Boekhandel, Frans Schotte, y un nuevo entrenador, el exjugador Jerko Tipurić, que también había sido entrenador en la temporada de descenso del Círculo de 1996-97. El nuevo personal ayudó al equipo a lograr el ascenso una vez más en 2003.

### Instalado en la máxima categoría de nuevo (2003-2015)
La temporada 2003-04 vio a los jugadores recién fichados Harold Meyssen y Nordin Jbari demostrando ser fundamentales para evitar el descenso, y la junta del Círculo decidió no extender el contrato de Tipurić. Harm Van Veldhoven fue elegido para reemplazarlo y supervisó tres temporadas decentes pero no espectaculares para Círculo, iluminadas por la aparición de los talentosos Stijn De Smet y Tom De Sutter. Cuando Van Veldhoven fue anunciado como nuevo entrenador de G. Beerschot, se eligió al exjugador y asistente del entrenador del Anderlecht, Glen De Boeck como su sucesor. En su año de debut, De Boeck sorprendió con un fútbol atractivo y de ataque exitoso. Círculo terminó la temporada cuarto en la Primera División, su mejor posición de posguerra. La temporada 2009-10 los vio terminar como subcampeones en la final de la Copa de Bélgica, que fue suficiente para clasificarse para la Liga Europa. Poco después, el entrenador Glen De Boeck firmó sorprendentemente un contrato con Germinal Beerschot, solo un mes después de haber firmado un nuevo contrato de cuatro años con el Círculo. De Boeck declaró a la prensa que solo tenía algunas preguntas sobre su cortadora de césped para el presidente de Beerschot, Herman Kesters, pero finalmente terminó fichando por el lado de Amberes. El Círculo nombró al entrenador de reservas de AA Gent, Bob Peeters, como su nuevo entrenador. Será la primera experiencia de Peeters en la Primera. Esta temporada también trajo la primera asistencia europea de Círculo en la Liga Europa 2010-11, donde derrotaron al Turun Palloseura de Finlandia y alcanzaron la tercera ronda de clasificación donde quedaron eliminados por el Anorthosis Famagusta FC. En noviembre de 2012, Peeters fue despedido por malos resultados. A pesar de atraer al jugador estrella Eiður Guðjohnsen, no logró alejar al Círculo de ese último lugar y fue reemplazado por Foeke Booy. El equipo todavía luchaba por evitar el descenso. Tras los malos resultados se cesó a Foeke Booy y el nuevo entrenador fue Lorenzo Staelens . Lorenzo Staelens sería sustituido por Arnar Vidarsson en su última temporada en Primera. Unos meses más tarde, Vidarsson también sería reemplazado por Dennis Van Wijk, Cercle finalmente perdió la tercera eliminatoria ante el Lierse SK y descendió a Segunda.

### Segunda división, dificultades financieras y toma de posesión por Mónaco
La siguiente campaña en Segunda División, se terminó quinto entre diecisiete equipos. Al año siguiente la competición fue renombrada a 1B y contenía ocho equipos. El entrenador Vincent Euvrard fue despedido después de un comienzo decepcionante y fue reemplazado por José Riga. Círculo terminó séptimo en la competición y tuvo que jugar una fase de permanencia con A. F. C. Tubize, Oud-Heverlee Leuven y Lommel United. Lommel United terminó último en los play-downs. Durante la temporada era obvio que Círculo ya no podía competir con otros equipos debido a su situación financiera y el hecho de que muchos de los otros equipos tenían inversiones extranjeras. Círculo también comenzó a buscar un inversionista. El 15 de febrero de 2017 Círculo encontró en A. S. Mónaco un socio para continuar su existencia en el futuro. A. S. Monaco es ahora el accionista mayoritario y propietario del Círculo, quienes finalmente han ascendido en 2018.

## Estadísticas del club

### Presencias
| N.º | Nombre             | Temporadas        | Apariciones | Goles |
| --- | ------------------ | ----------------- | ----------- | ----- |
| 1   | Jules Verriest     | 1965–81           | 492         | 8     |
| 2   | Denis Viane        | 1997–11           | 385         | 2     |
| 3   | Geert Broeckaert   | 1978–91           | 376         | 19    |
| 4   | Arthur Ruysschaert | 1925–44           | 372         | 108   |
| 5   | Roger Claeys       | 1941–57           | 362         | 48    |
| 6   | Jackie De Caluwé   | 1951–66           | 354         | 32    |
| 7   | Robert Braet       | 1928–48           | 352         | 0     |
| 8   | Rudy Poorteman     | 1979–91           | 347         | 7     |
| 9   | Wim Kooiman        | 1980–88 / 1994–98 | 339         | 25    |
|     | Bram van Kerkhof   | 1974–85           | 339         | 14    |

### Goleadores
| N.º | Nombre                | Temporadas        | Apariciones | Goles |
| --- | --------------------- | ----------------- | ----------- | ----- |
| 1   | Marcel Pertry         | 1943–55           | 280         | 140   |
| 2   | Josip Weber           | 1988–94           | 204         | 136   |
| 3   | Dirk Beheydt          | 1975–84           | 295         | 115   |
| 4   | Michel Vanderbauwhede | 1920–32           | 231         | 109   |
| 5   | Arthur Ruysschaert    | 1925–44           | 372         | 108   |
| 6   | Gilbert Bailliu       | 1953–66           | 227         | 104   |
| 7   | Louis Saeys           | 1903–27           | 305         | 103   |
| 8   | Gérard Devos          | 1921–30           | 178         | 100   |
| 9   | Alphonse Six          | 1907–12           | 89          | 93    |
| 10  | André Saeys           | 1928–35 / 1941–42 | 172         | 55    |
|     | Eric Buyse            | 1959–70           | 265         | 55    |

## Palmarés

### Torneos nacionales
- Primera División de Bélgica (3): 1910/11, 1926/27, 1929/30
- Segunda División de Bélgica (5): 1937/38, 1970/71, 1978/79, 2002/03, 2017/18
- Copa de Bélgica (2): 1926/27, 1984/85

### Torneos amistosos
- Copa Fraeys (2): 1902, 1903[3]
- Torneo de Blankenberge (2): 1910, 1911[4]
- Copa Diario de Lieja (2): 1911, 1913[5]
- Torneo de Courtraisien: 1903[6]
- Torneo Pascal Estrella Roja: 1914[7]
- Torneo Gaceta de Lieja: 1922[5]

## Temporada a temporada
| Competicion UEFA | Competicion UEFA | Competicion UEFA | Competicion UEFA | Competicion UEFA | Competicion UEFA | Competicion UEFA                       | Competicion UEFA                       | Competicion UEFA                                                                  | Competicion UEFA                       |
| Temporada        | Nivel            | Nivel            | Nivel            | Nivel            | Nivel            | Denominación                           | Puntos                                 | Observaciones                                                                     | Copa                                   |
|                  | I                | I                | II               | P.I.             |                  |                                        |                                        |                                                                                   |                                        |
| ---------------- | ---------------- | ---------------- | ---------------- | ---------------- | ---------------- | -------------------------------------- | -------------------------------------- | --------------------------------------------------------------------------------- | -------------------------------------- |
| 1900/01          | 9                | 9                |                  |                  |                  | Primera                                | 6                                      |                                                                                   |                                        |
| 1901/02          | 4                | 4                |                  |                  |                  | Primera A                              | 8                                      |                                                                                   |                                        |
| 1902/03          | 4                | 4                |                  |                  |                  | Primera A                              | 4                                      |                                                                                   |                                        |
| 1903/04          | 3                | 3                |                  |                  |                  | Primera A                              | 17                                     |                                                                                   |                                        |
| 1904/05          | 8                | 8                |                  |                  |                  | Primera                                | 15                                     |                                                                                   |                                        |
| 1905/06          | 8                | 8                |                  |                  |                  | Primera                                | 12                                     |                                                                                   |                                        |
| 1906/07          | 6                | 6                |                  |                  |                  | Primera                                | 17                                     |                                                                                   |                                        |
| 1907/08          | 10               | 10               |                  |                  |                  | Primera                                | 6                                      |                                                                                   |                                        |
| 1908/09          | 6                | 6                |                  |                  |                  | Primera                                | 22                                     |                                                                                   |                                        |
| 1909/10          | 3                | 3                |                  |                  |                  | Primera                                | 36                                     |                                                                                   |                                        |
| 1910/11          | 1                | 1                |                  |                  |                  | Primera                                | 35                                     |                                                                                   |                                        |
| 1911/12          | 5                | 5                |                  |                  |                  | Primera                                | 27                                     |                                                                                   | 1/4                                    |
| 1912/13          | 5                | 5                |                  |                  |                  | Primera                                | 25                                     |                                                                                   | finalista                              |
| 1913/14          | 3                | 3                |                  |                  |                  | Primera                                | 30                                     |                                                                                   | 1/16                                   |
| 1914/15          |                  |                  |                  |                  |                  |                                        |                                        | I Guerra Mundial                                                                  |                                        |
| 1915/16          |                  |                  |                  |                  |                  |                                        | I Guerra Mundial                       |                                                                                   |                                        |
| 1916/17          |                  |                  |                  |                  |                  |                                        | I Guerra Mundial                       |                                                                                   |                                        |
| 1917/18          |                  |                  |                  |                  |                  |                                        | I Guerra Mundial                       |                                                                                   |                                        |
| 1918/19          |                  |                  |                  |                  |                  |                                        | I Guerra Mundial                       |                                                                                   |                                        |
| 1919/20          | 8                | 8                |                  |                  |                  | Primera                                | 19                                     |                                                                                   |                                        |
| 1920/21          | 5                | 5                |                  |                  |                  | Primera                                | 26                                     |                                                                                   |                                        |
| 1921/22          | 6                | 6                |                  |                  |                  | Primera                                | 28                                     |                                                                                   |                                        |
| 1922/23          | 3                | 3                |                  |                  |                  | Primera                                | 37                                     |                                                                                   |                                        |
| 1923/24          | 3                | 3                |                  |                  |                  | Primera                                | 33                                     |                                                                                   |                                        |
| 1924/25          | 4                | 4                |                  |                  |                  | Primera                                | 28                                     |                                                                                   |                                        |
| 1925/26          | 5                | 5                |                  |                  |                  | Primera                                | 31                                     |                                                                                   |                                        |
|                  | I                | I                | II               | III              | P.I              | desde 1926/27 hay 3 niveles nacionales | desde 1926/27 hay 3 niveles nacionales | desde 1926/27 hay 3 niveles nacionales                                            | desde 1926/27 hay 3 niveles nacionales |
| 1926/27          | 1                | 1                |                  |                  |                  | Primera                                | 35                                     |                                                                                   | Campeón                                |
| 1927/28          | 3                | 3                |                  |                  |                  | Primera                                | 34                                     |                                                                                   |                                        |
| 1928/29          | 4                | 4                |                  |                  |                  | Primera                                | 29                                     |                                                                                   |                                        |
| 1929/30          | 1                | 1                |                  |                  |                  | Primera                                | 37                                     |                                                                                   |                                        |
| 1930/31          | 7                | 7                |                  |                  |                  | Primera                                | 26                                     |                                                                                   |                                        |
| 1931/32          | 6                | 6                |                  |                  |                  | Primera                                | 27                                     |                                                                                   |                                        |
| 1932/33          | 3                | 3                |                  |                  |                  | Primera                                | 33                                     |                                                                                   |                                        |
| 1933/34          | 8                | 8                |                  |                  |                  | Primera                                | 25                                     |                                                                                   |                                        |
| 1934/35          | 6                | 6                |                  |                  |                  | Primera                                | 27                                     |                                                                                   |                                        |
| 1935/36          | 13               | 13               |                  |                  |                  | Primera                                | 19                                     |                                                                                   |                                        |
| 1936/37          |                  |                  | 6                |                  |                  | Segunda B                              | 27                                     |                                                                                   |                                        |
| 1937/38          |                  |                  | 1                |                  |                  | Segunda B                              | 39                                     |                                                                                   |                                        |
| 1938/39          | 11               | 11               |                  |                  |                  | Primera                                | 22                                     |                                                                                   |                                        |
| 1939/40          |                  |                  |                  |                  |                  |                                        |                                        | II Guerra Mundial                                                                 |                                        |
| 1940/41          |                  |                  |                  |                  |                  |                                        |                                        | sin competiciones oficiales por guerra                                            |                                        |
| 1941/42          | 13               | 13               |                  |                  |                  | Primera                                | 13                                     |                                                                                   |                                        |
| 1942/43          | 8                | 8                |                  |                  |                  | Primera                                | 28                                     |                                                                                   |                                        |
| 1943/44          | 8                | 8                |                  |                  |                  | Primera                                | 29                                     |                                                                                   |                                        |
| 1944/45          |                  |                  |                  |                  |                  |                                        |                                        | II Guerra Mundial                                                                 |                                        |
| 1945/46          | 19               | 19               |                  |                  |                  | Primera                                | 18                                     |                                                                                   |                                        |
| 1946/47          |                  |                  | 7                |                  |                  | Segunda B                              | 33                                     |                                                                                   |                                        |
| 1947/48          |                  |                  | 5                |                  |                  | Segunda A                              | 33                                     |                                                                                   |                                        |
| 1948/49          |                  |                  | 11               |                  |                  | Segunda B                              | 28                                     |                                                                                   |                                        |
| 1949/50          |                  |                  | 11               |                  |                  | Segunda A                              | 28                                     |                                                                                   |                                        |
| 1950/51          |                  |                  | 11               |                  |                  | Segunda B                              | 27                                     |                                                                                   |                                        |
| 1951/52          |                  |                  | 15               |                  |                  | Segunda A                              | 18                                     |                                                                                   |                                        |
|                  | I                | I                | II               | III              | IV               | desde 1952/53 hay 4 niveles nacionales | desde 1952/53 hay 4 niveles nacionales | desde 1952/53 hay 4 niveles nacionales                                            | desde 1952/53 hay 4 niveles nacionales |
| 1952/53          |                  |                  |                  | 8                |                  | Tercera B                              | 32                                     |                                                                                   |                                        |
| 1953/54          |                  |                  |                  | 7                |                  | Tercera A                              | 31                                     |                                                                                   |                                        |
| 1954/55          |                  |                  |                  | 3                |                  | Tercera B                              | 40                                     |                                                                                   |                                        |
| 1955/56          |                  |                  |                  | 1                |                  | Tercera A                              | 47                                     |                                                                                   |                                        |
| 1956/57          |                  |                  | 9                |                  |                  | Segunda                                | 28                                     |                                                                                   |                                        |
| 1957/58          |                  |                  | 11               |                  |                  | Segunda                                | 25                                     |                                                                                   |                                        |
| 1958/59          |                  |                  | 3                |                  |                  | Segunda                                | 38                                     |                                                                                   |                                        |
| 1959/60          |                  |                  | 3                |                  |                  | Segunda                                | 39                                     |                                                                                   |                                        |
| 1960/61          |                  |                  | 2                |                  |                  | Segunda                                | 41                                     |                                                                                   |                                        |
| 1961/62          | 14               | 14               |                  |                  |                  | Primera                                | 24                                     |                                                                                   |                                        |
| 1962/63          | 11               | 11               |                  |                  |                  | Primera                                | 26                                     |                                                                                   |                                        |
| 1963/64          | 10               | 10               |                  |                  |                  | Primera                                | 26                                     |                                                                                   |                                        |
| 1964/65          | 11               | 11               |                  |                  |                  | Primera                                | 25                                     |                                                                                   |                                        |
| 1965/66          | 16               | 16               |                  |                  |                  | Primera                                | 16                                     | descenso a Tercera por cohecho                                                    |                                        |
| 1966/67          |                  |                  |                  | 4                |                  | Tercera A                              | 35                                     |                                                                                   |                                        |
| 1967/68          |                  |                  |                  | 1                |                  | Tercera B                              | 45                                     |                                                                                   |                                        |
| 1968/69          |                  |                  | 4                |                  |                  | Segunda                                | 37                                     |                                                                                   |                                        |
| 1969/70          |                  |                  | 6                |                  |                  | Segunda                                | 35                                     |                                                                                   |                                        |
| 1970/71          |                  |                  | 1                |                  |                  | Segunda                                | 46                                     |                                                                                   |                                        |
| 1971/72          | 5                | 5                |                  |                  |                  | Primera                                | 32                                     |                                                                                   |                                        |
| 1972/73          | 11               | 11               |                  |                  |                  | Primera                                | 28                                     |                                                                                   |                                        |
| 1973/74          | 8                | 8                |                  |                  |                  | Primera                                | 27                                     |                                                                                   |                                        |
| 1974/75          | 10               | 10               |                  |                  |                  | Primera                                | 37                                     |                                                                                   |                                        |
| 1975/76          | 13               | 13               |                  |                  |                  | Primera                                | 31                                     |                                                                                   |                                        |
| 1976/77          | 8                | 8                |                  |                  |                  | Primera                                | 35                                     |                                                                                   |                                        |
| 1977/78          | 17               | 17               |                  |                  |                  | Primera                                | 16                                     |                                                                                   |                                        |
| 1978/79          |                  |                  | 1                |                  |                  | Segunda                                | 46                                     |                                                                                   |                                        |
| 1979/80          | 10               | 10               |                  |                  |                  | Primera                                | 32                                     |                                                                                   |                                        |
| 1980/81          | 14               | 14               |                  |                  |                  | Primera                                | 29                                     |                                                                                   |                                        |
| 1981/82          | 14               | 14               |                  |                  |                  | Primera                                | 28                                     |                                                                                   |                                        |
| 1982/83          | 12               | 12               |                  |                  |                  | Primera                                | 29                                     |                                                                                   | 1/8                                    |
| 1983/84          | 11               | 11               |                  |                  |                  | Primera                                | 31                                     |                                                                                   | 1/32                                   |
| 1984/85          | 11               | 11               |                  |                  |                  | Primera                                | 29                                     |                                                                                   | Campeón                                |
| 1985/86          | 10               | 10               |                  |                  |                  | Primera                                | 34                                     |                                                                                   | finalista                              |
| 1986/87          | 11               | 11               |                  |                  |                  | Primera                                | 30                                     |                                                                                   | 1/2                                    |
| 1987/88          | 7                | 7                |                  |                  |                  | Primera                                | 33                                     |                                                                                   | 1/32                                   |
| 1988/89          | 15               | 15               |                  |                  |                  | Primera                                | 27                                     |                                                                                   | 1/32                                   |
| 1989/90          | 9                | 9                |                  |                  |                  | Primera                                | 31                                     |                                                                                   | 1/16                                   |
| 1990/91          | 16               | 16               |                  |                  |                  | Primera                                | 25                                     |                                                                                   | 1/32                                   |
| 1991/92          | 9                | 9                |                  |                  |                  | Primera                                | 34                                     |                                                                                   | 1/16                                   |
| 1992/93          | 13               | 13               |                  |                  |                  | Primera                                | 28                                     |                                                                                   | 1/16                                   |
| 1993/94          | 12               | 12               |                  |                  |                  | Primera                                | 29                                     |                                                                                   | 1/16                                   |
| 1994/95          | 15               | 15               |                  |                  |                  | Primera                                | 28                                     |                                                                                   |                                        |
| 1995/96          | 8                | 8                |                  |                  |                  | Primera                                | 49                                     |                                                                                   | finalista                              |
| 1996/97          | 18               | 18               |                  |                  |                  | Primera                                | 27                                     |                                                                                   | 1/16                                   |
| 1997/98          |                  |                  | 10               |                  |                  | Segunda                                | 44                                     |                                                                                   | 1/16                                   |
| 1998/99          |                  |                  | 9                |                  |                  | Segunda                                | 42                                     |                                                                                   | 1/8                                    |
| 1999/00          |                  |                  | 8                |                  |                  | Segunda                                | 54                                     |                                                                                   | 1/16                                   |
| 2000/01          |                  |                  | 7                |                  |                  | Segunda                                | 49                                     |                                                                                   | 1/4                                    |
| 2001/02          |                  |                  | 6                |                  |                  | Segunda                                | 52                                     | 4º en play-off con 4 puntos                                                       | V                                      |
| 2002/03          |                  |                  | 1                |                  |                  | Segunda                                | 69                                     |                                                                                   | 1/16                                   |
| 2003/04          | 14               | 14               |                  |                  |                  | Primera                                | 35                                     |                                                                                   | 1/4                                    |
| 2004/05          | 11               | 11               |                  |                  |                  | Primera                                | 41                                     |                                                                                   | 1/16                                   |
| 2005/06          | 14               | 14               |                  |                  |                  | Primera                                | 37                                     |                                                                                   | 1/8                                    |
| 2006/07          | 12               | 12               |                  |                  |                  | Primera                                | 38                                     |                                                                                   | 1/16                                   |
| 2007/08          | 4                | 4                |                  |                  |                  | Primera                                | 60                                     |                                                                                   | 1/4                                    |
| 2008/09          | 9                | 9                |                  |                  |                  | Primera                                | 47                                     |                                                                                   | 1/2                                    |
| 2009/10          | 9                | 9                |                  |                  |                  | Primera                                | 38                                     | en el play-off II Cercle Brugge terminó 3º con 7 puntos                           | finalista                              |
| 2010/11          | 9                | 9                |                  |                  |                  | Primera                                | 39                                     | en el play-off II Cercle fue finalista                                            | 1/2                                    |
| 2011/12          | 7                | 7                |                  |                  |                  | Primera                                | 46                                     | ganador de la eliminatoria II, perdió el desempate de la Europa League            | 1/8                                    |
| 2012/13          | 16               | 16               |                  |                  |                  | Primera                                | 14                                     | Cercle se clasifica para la ronda final a través de la eliminatoria III y lo gana | finalista                              |
| 2013/14          | 11               | 11               |                  |                  |                  | Primera                                | 33                                     | en el play-off II Cercle Brugge terminó en cuarto lugar                           | 1/4                                    |
| 2014/15          | 15               | 15               |                  |                  |                  | Primera                                | 24                                     | en el play-off III Cercle Brugge terminó en último lugar                          | 1/2                                    |
| 2015/16          |                  |                  | 5                |                  |                  | Segunda                                | 54                                     |                                                                                   | 1/16                                   |
|                  | 1A               | 1B               | 1Am              | 2Am              | 3Am              |                                        |                                        | desde 2016-17 hay 3 niveles nacionales y 2 regionales                             |                                        |
| 2016/17          |                  | 6                |                  |                  |                  | Segunda                                | 33                                     |                                                                                   | 1/16                                   |
| 2017/18          |                  | 1                |                  |                  |                  | Segunda                                | 50                                     | Cercle es campeón de la 2.ª vuelta y gana final contra Beerschot Wilrijk          | 1/16                                   |
| 2018/19          | 13               |                  |                  |                  |                  | Primera                                | 28                                     |                                                                                   | 1/16                                   |
| 2019/20          | 14               |                  |                  |                  |                  | Primera                                | 23                                     | competición cancelada prematuramente por Covid-19                                 | 1/16                                   |
| 2020/21          | 16               |                  |                  |                  |                  | Primera                                | 36                                     |                                                                                   | 1/4                                    |
| 2021/22          | 10               |                  |                  |                  |                  | Primera                                | 45                                     |                                                                                   | 1/8                                    |
| 2022/23          | 8                |                  |                  |                  |                  | Primera                                | 50                                     |                                                                                   | 1/8                                    |
| 2023/24          | 4                |                  |                  |                  |                  | Primera                                | 37                                     |                                                                                   |                                        |

## Participación en competiciones de la UEFA
| Competicion UEFA | Competicion UEFA       | Competicion UEFA  | Competicion UEFA     | Competicion UEFA | Competicion UEFA | Competicion UEFA |
| Temporada        | Torneo                 | Ronda             | Club                 | Local            | Visita           | Global           |
| ---------------- | ---------------------- | ----------------- | -------------------- | ---------------- | ---------------- | ---------------- |
| 1985–86          | Recopa de Europa       | Primera Ronda     | Dynamo Dresden       | 3–2              | 1–2              | 4–4 (v.)         |
| 1996–97          | Recopa de Europa       | Primera Ronda     | SK Brann             | 3–2              | 0–4              | 3–6              |
| 2010–11          | UEFA Europa League     | 2ª Clasificatoria | Turun Palloseura     | 0–1              | 2–1              | 2–2              |
| 2010–11          | UEFA Europa League     | 3ª Clasificatoria | Anorthosis Famagusta | 1–0              | 1–3              | 2–3              |
| 2024-25          | UEFA Europa League     | 2ª Clasificatoria | Kilmarnock           | 1-0              | 1-1              | 2-1              |
| 2024-25          | UEFA Europa League     | 3ª Clasificatoria | Molde FK             | 1-0              | 0-3              | 1-3              |
| 2024-25          | UEFA Conference League | Play-off          | Wisla Krakow         | 1-4              | 6-1              | 7-5              |
| 2024-25          | UEFA Conference League | Fase Liga         | Sankt Gallen         | 6-2              |                  |                  |
| 2024-25          | UEFA Conference League | Fase Liga         | Vikingur             |                  | 1-3              |                  |
| 2024-25          | UEFA Conference League | Fase Liga         | LASK                 |                  |                  |                  |
| 2024-25          | UEFA Conference League | Fase Liga         | Heart                |                  |                  |                  |
| 2024-25          | UEFA Conference League | Fase Liga         | Olimpija Ljubljana   |                  |                  |                  |
| 2024-25          | UEFA Conference League | Fase Liga         | Basaksehir           |                  |                  |                  |